# Taco van der Hoorn
Taco van der Hoorn   (Rotterdam, 4 de desembre de 1993) és un ciclista neerlandès, professional des del 2015, actualment a l'equip Intermarché-Wanty-Gobert Matériaux. En el seu palmarès destaca una victòria d'etapa al Giro d'Itàlia de 2021.

## Palmarès
- 2016
  - 1r al Gran Premi Paul Borremans
  - Vencedor d'una etapa a l'An Post Rás
- 2017
  - 1r a la Copa Sels
- 2018
  - 1r al Primus Classic
  - 1r al Premi Nacional de Clausura
  - Vencedor d'una etapa al BinckBank Tour
- 2021
  - 1r al Circuit de Houtland
  - Vencedor d'una etapa al Giro d'Itàlia
  - Vencedor d'una etapa al Tour del Benelux
- 2022
  - 1r a la Brussels Cycling Classic
- 2024
  - 1r a l'Elfstedenrace

### Resultats al Giro d'Itàlia
- 2021. 107è de la classificació general. Vencedor d'una etapa

### Resultats al Tour de França
- 2022. 125è de la classificació general